# Die Tochter des Optimisten
Die Tochter des Optimisten (englischer Originaltitel: The Optimist's Daughter) ist ein Roman von Eudora Welty, für den die Autorin 1973 mit dem Pulitzer-Preis in der Kategorie Belletristik ausgezeichnet wurde.

## Handlung

### Ausgangssituation
Der pensionierte Richter Clinton McKelva ist in seiner kleinen Heimatstadt Mount Salus, Mississippi, einer der angesehensten Bürger. Seine erste Ehefrau Becky stammte aus West Virginia und starb schon vor vielen Jahren; seine zweite Frau Fay ist etwa im selben Alter wie seine Tochter Laurel. Laurel ist verwitwet: Ihr Ehemann Phil war Marineoffizier und starb ein Jahr nach der Hochzeit im Zweiten Weltkrieg. Sie lebt in Chicago, wo sie die Kunsthochschule besuchte und nun als Textildesignerin arbeitet.

### Erster Teil
Als Clinton sich von seinem Arzt und altem Freund Nate Courtland wegen eines Augenleidens untersuchen lässt, diagnostiziert dieser eine Netzhautablösung. Clinton besteht darauf, dass Nate ihn selbst operiert. Daraufhin liegt Clinton mehrere Wochen in New Orleans im Krankenhaus, wartet auf die Heilung des Auges und darf sich dabei nie bewegen, sondern kann nur die Decke anstarren. Laurel kommt aus Chicago angereist, um sich gemeinsam mit Fay um ihren Vater zu kümmern. Fay verhält sich egozentrisch und abweisend, den Arzt beschuldigt sie, ihren Mann falsch behandelt und unnötig operiert zu haben. Deswegen kommt es zwischen den beiden Frauen immer wieder zu Konflikten.
Eines Tages kommt Laurel ins Krankenhaus, um Fay am Krankenbett abzulösen, und hört vom Flur aus, wie Fay ihren Mann anschreit, bedroht und von einer Krankenschwester gewaltsam aus dem Zimmer entfernt werden muss. Kurz darauf verstirbt Clinton, obwohl sein Auge sich auf dem Weg der Besserung befand. Im Zug reisen Fay und Laurel mit Clintons Leichnam zurück nach Mount Salus.

### Zweiter Teil
Bei der Ankunft ist Clintons Haus angefüllt mit Freunden, Nachbarn und Verwandten, darunter auch die sechs Brautjungfern von Laurels Hochzeit, die bis heute ihre besten Freundinnen sind. Fay macht jedoch deutlich, dass sie niemanden sehen möchte und dass die Beerdigung erst am nächsten Morgen stattfindet.
Am nächsten Morgen wird Clintons Sarg im Salon des Hauses aufgebahrt, und die halbe Stadt kommt, um von ihm Abschied zu nehmen. Die Leute erzählen sich Geschichten über Clinton, bei denen er immer in einem sehr positiven Licht erscheint. Laurel hält dies für Heuchelei und glaubt, auch ihr Vater selbst hätte sich mehr Ehrlichkeit gewünscht. Sie traut sich jedoch nicht, den Geschichten zu widersprechen.
Unerwartet erscheinen auch einige von Fays Verwandten aus Texas bei der Trauerfeier. Zuvor hatte Fay immer behauptet, sie habe keine Familie mehr. Fay selbst lässt auf sich warten, erscheint erst spät im Salon, wirft sich mit einer theatralischen Trauergeste über den offenen Sarg und bricht zusammen.
Die Trauergesellschaft macht sich auf dem Weg zur Kirche und nach dem Gottesdienst zum Friedhof. Fay bestand darauf, dass Clinton nicht neben seiner ersten Frau beerdigt wird, sondern im neuen Teil des Friedhofs, der jedoch direkt neben einer neu gebauten Autobahn liegt.
Zurück im Haus beschließt Fay spontan, für ein paar Tage mit ihren Verwandten nach Texas zurückzukehren. Sie merkt, dass sie bei den Bewohnern von Mount Salus nicht gern gesehen ist. Laurel möchte noch zwei Tage in ihrem Elternhaus verbringen und dann nach Chicago zurückkehren. Sie hofft, Fay bis dahin nicht noch einmal zu begegnen.

### Dritter Teil
Am nächsten Tag, einem Samstag, arbeitet Laurel im Garten, während vier ältere Damen, Freundinnen und Nachbarinnen Clintons, im Garten sitzen und sich über die Beerdigung unterhalten. Sie drücken deutlich ihre Ablehnung gegenüber Fay und ihrer Verwandtschaft aus. Vergeblich versuchen sie Laurel davon zu überzeugen, ihre Arbeit in Chicago aufzugeben und nach Mount Salus zurückzukehren.
Laurel geht ins Arbeitszimmer ihres Vaters und vertieft sich in alten Büchern und Akten, die viele Erinnerungen wieder aufleben lassen – etwa daran, wie ihre Eltern sich abends immer gegenseitig vorlasen. Clintons Schreibtisch ist leer, offenbar hat Fay bereits alles, was darin war, an sich gebracht oder vernichtet.
Am Sonntag trifft sich Laurel mit ihren Brautjungfern und abends mit Major Bullock und Miss Tennyson Bullock, einem mit ihrem Vater befreundeten Paar. Auch hier schwelgt sie in Erinnerungen an ihre eigene Vergangenheit und die ihrer Eltern. Bei ihrer Rückkehr fliegt ein Schornsteinsegler ins Haus und Laurel versucht verzweifelt, ihn wieder herauszubekommen. Letztendlich flüchtet sie sich ins frühere Schlafzimmer ihrer Eltern und das angrenzende Nähzimmer, wo auch der alte Schreibsekretär ihrer Mutter steht. Sie liest alte Briefe ihres Vaters an ihre Mutter sowie Briefe ihrer Großeltern mütterlicherseits. Nun tauchen weitere Ereignisse ihrer Familiengeschichte in ihrer Erinnerung auf, die sie nur aus Erzählungen kennt: Wie ihre Mutter Becky als junges Mädchen versuchte, ihren Vater wegen eines Blinddarmdurchbruchs ins Krankenhaus zu bringen, und mit dem toten Vater zurückkehren musste. Becky hat ihre Heimat in West Virginia immer vermisst und kehrte jedes Jahr für einen Monat dorthin zurück, auch Laurel begleitete sie als Kind. Später ließ Beckys Sehkraft immer mehr nach, sie verfiel in Depressionen und machte ihrem Mann Clinton immer mehr Vorwürfe, ein Feigling zu sein und ihr nicht zu helfen.

### Vierter Teil
Laurel schlief über den Briefen ein und erwacht am Montagmorgen, dem Tag ihrer Abreise. Sie träumte von ihrem verstorbenen Mann Phil und von ihrer gemeinsamen Reise von Chicago zu ihrer Hochzeit in Mount Salus.
Mit Hilfe einer Hausangestellten, der Schwarzen Köchin Missouri, gelingt es ihr, den Vogel aus dem Haus zu bringen. Dann verbrennt sie die Briefe aus dem Sekretär ihrer Mutter, damit nichts von den Erinnerungen an ihre Eltern in Fays Hände fällt. Sie geht noch einmal in die Küche und findet dort ein Brett, das ihre Mutter immer zum Kneten von Brotteig verwendet hat. Phil hat es einst gemacht, und Becky hat es immer in einem guten Zustand erhalten. Nun ist es dreckig, von Ratten angenagt und durch Kratzer und ausgedrückte Zigaretten verunstaltet. In diesem Moment kommt Fay aus Texas zurück, und Laurel konfrontiert sie damit, dass man an dem Brett sehe, wie gleichgültig ihr das Andenken Beckys ist. Außerdem beschuldigt sie Fay, an Clintons Tod mitschuldig zu sein. Laurel verlangt, das Brett mitnehmen zu dürfen. Fay reagiert völlig hart und empathielos und Laurel ist kurz davor, sie mit dem Brett zu schlagen, lässt dann aber das Brett wieder sinken. Draußen warten schon die Brautjungfern, um Laurel zum Flughafen zu begleiten. Sie steigt zu ihnen ins Auto und verlässt die Stadt.

## Thematik und Erzählstil
Die Handlung wird aus der Perspektive Laurels wiedergegeben. Ihre Gedanken, Gefühle und Erinnerungen sind ein bedeutender Teil des Romans und nehmen teilweise mehr Raum ein als die äußere Handlung. Zentrale Themen sind Trauer, Erinnerung und die Komplexität von Familienbeziehungen. Einzelne Motive werden allegorisch bzw. symbolisch aufgeladen, etwa die Befreiung des Vogels.

## Ausgaben und Übersetzungen
Der Roman erschien zunächst im März 1969 in der Zeitschrift The New Yorker. Die überarbeitete und erweiterte Buchausgabe erschien 1972 im Verlag Random House. In den folgenden drei Jahren erschienen Übersetzungen in chinesischer, deutscher, französischer, japanischer und russischer Sprache. Die deutsche Übersetzung stammt von Kai Molvig und erschien 1973 im Rowohlt Verlag.

## Rezeption
Helen McNeil geht in ihrem Vorwort für eine Ausgabe von 1984 unter anderem auf die autobiografischen Bezüge zu Weltys familiärer Vergangenheit ein. Zudem stellt sie dar, dass die rein negative Darstellung von Fay eine Ausnahme in Weltys Werk darstellt, denn:

“Her critical reputation has been based on the extraordinary empathy she is able to give to characters that other Southern writers have been able to approach only through the grotesque. [...] The temptation of the realist is irony: looking from above upon the pullulating human spectacle. Welty resists this. Although she is a resolutely secular writer, lacking the sense of immanence that infuses Flannery O'Connor's writing, Welty achieves a kind of filtering of love into everyday life. The Optimist's daughter is a display of her method.”

„Ihr [Weltys] kritischer Ruf beruht auf der außergewöhnlichen Empathie, die sie Charakteren zu geben vermag, denen sich andere Südstaaten-Autoren nur über das Groteske nähern konnten. [...] Die Versuchung des Realisten ist die Ironie: der Blick von oben auf das wuchernde menschliche Spektakel. Welty widersteht ihr. Obwohl sie eine entschieden säkulare Schriftstellerin ist, der der Sinn für Immanenz fehlt, der Flannery O'Connors Schreiben durchdringt, erreicht Welty eine Art Filterung der Liebe in das Alltagsleben. Die Tochter des Optimisten ist ein Beispiel für ihre Methode.“